# Léthée (Crète)
Pour les articles homonymes, voir Léthé (homonymie).
 (octobre 2009).
Si vous disposez d'ouvrages ou d'articles de référence ou si vous connaissez des sites web de qualité traitant du thème abordé ici, merci de compléter l'article en donnant les références utiles à sa vérifiabilité et en les liant à la section « Notes et références ».
 (août 2015).
Le Léthée ou Lithaios (en grec Ληθαίος) est une rivière de Crète sur les rives de laquelle se trouve Gortyne. Elle est également appelée Mitropolianos. D'une longueur d'environ 5 km, elle prend sa source sur les pentes du mont Ida et se jette dans la rivière Géropotamos.
Le Léthée est cité deux fois par Strabon et une fois par Solin.
Le Léthée alimentait de son eau le village d’Ágii Déka, situé sur la commune de Gortyne, et qui depuis 1898 est un lieu de pèlerinage pour l'Église de Crète.